# Howard Eisley
Howard Jonathan Eisley (* 4. Dezember 1972 in Detroit, Michigan) ist ein US-amerikanischer Basketballtrainer und ehemaliger -spieler.
Von 1994 bis 2006 war in der nordamerikanischen Basketballliga NBA als Spieler beschäftigt. Er spielte bei insgesamt acht verschiedenen Mannschaften, darunter 1995 bis 2000 beim zweimaligen Vizemeister Utah Jazz, konnte sich jedoch nur 2002/03 bei den New York Knicks als Stammspieler durchsetzen. Bei 1,88 Metern Körpergröße spielte er auf der Position des Point Guards. 2010 wurde er im Trainergeschäft tätig.

## Karriere

### Spieler
Während seiner Zeit an der Southwestern High School in Detroit war er Mannschaftskamerad von Jalen Rose und Voshon Lenard. In der NCAA am Boston College machte Eisley als treffsicherer Weitwerfer (er erzielte 197 Dreipunktetreffer) und als Vorlagengeber auf sich aufmerksam.
Eisley wurde in der zweiten Runde der Draft 1994 an insgesamt 30. Stelle von den Minnesota Timberwolves ausgewählt. Noch während seiner ersten Saison wechselte er zu den San Antonio Spurs. Bereits zur folgenden Saison gab es einen erneuten Wechsel, nämlich zu den Utah Jazz, wo er meist als Ersatzspieler von John Stockton zum Einsatz kam. An der Seite von Stockton und Karl Malone kam Eisley 1997 und 1998 bis in die NBA-Finalserie.
Im Jahre 2000 wechselte er von den Utah Jazz zu den Dallas Mavericks, wo er erstmals zumindest zwischenzeitlich zum Stammspieler wurde. Es war bereits Eisleys vierte Saison in Folge, in der er in jedem Spiel der Hauptrunde zum Einsatz kam. 2001 ging Eisley zu den New York Knicks. In der Saison 2002/03 lief er in 76 der 82 Saisonspiele von Anfang an auf und erzielte NBA-Karriere-Bestleistungen von durchschnittlich 9,1 Punkten und 5,4 Assists pro Spiel, doch schon während der nächsten Saison wechselte er erneut, diesmal zu den Phoenix Suns. Nach einer weiteren Saison bei den Utah Jazz folgten 2005/06 noch zwei kurze Gastspiele bei den Los Angeles Clippers sowie bei den Denver Nuggets. Zuletzt stand Eisley im Kader der Chicago Bulls, wo er jedoch nicht mehr zum Einsatz kam.
Auf den besten Punkteschnitt seiner NBA-Zeit kam er während der Saison 2002/03 (9,1 Punkte/Spiel).

### Trainer
Eisley wechselte in den Trainerberuf. Zunächst war er bei den Los Angeles Clippers tätig, ab 2014 gehörte er dem Trainerstab der  Washington Wizards an. Nach drei Jahren in New York verließ Eisley die NBA und nahm das Angebot an, an der University of Michigan Assistenztrainer unter Juwan Howard zu werden.